# 아부 타신 알 살리히
아부 타흐신 알살리히(아랍어: أبو تحسين الصالحي; 1953년 7월 1일 ~ 2017년 9월 29일)는 이라크의 베테랑 저격수였다. 이라크 인민동원군의 자원봉사자였던 그는 이라크 전쟁 (2013년~2017년) 동안 384명 이상의 IS 대원들을 사살한 것으로 알려져 있으며, "저격수들의 셰이크"와 "호크 아이"라는 별명을 얻었다. 그 결과, 그는 역사상 가장 치명적인 저격수 중 한 명으로 여겨진다.
이라크 전쟁 (2013년~2017년) 이전, 알살리히는 이라크 육군의 군인이었으며 욤키푸르 전쟁, 이란-이라크 전쟁, 쿠웨이트 침공, 걸프 전쟁, 그리고 2003년 미국의 이라크 침공에 참전했다. 알살리히에 따르면, 욤키푸르 전쟁에서 그는 골란고원에서 이스라엘군과 싸우는 이라크 여단의 일원이었다. 2015년 5월경 알살리히는 인민동원군에 합류하여 이라크 북부 마크훌 산에 배치되었고, 슈타이어 대물 저격총으로 무장했다. 알살리히는 주르프 알나스르 전투에서 IS와 싸우기 시작했다. 그는 2017년 9월 하위자 전투 중 전사했다. 그는 러시아 군에게 저격 기술을 훈련받았다.

## 어린 시절
아부 타흐신 알살리히는 알리 지야드 오바이드 알살리히(아랍어: علي جياد عبيد الصالحي)로 태어났으며 전쟁 가명인 '호크 아이' 또는 테크노님 '아부 타흐신'으로 알려졌다. 그는 1953년에 태어났고, 딸 다섯 명과 아들 여섯 명을 둔 11명의 자녀를 두었다. 그는 시아파 무슬림이었다. 1970년대에 쿠웨이트로 여행을 갔고 그곳에서 여러 직업을 가졌는데, 그 중 두 가지는 소와 낙타의 목동이었다. 그는 자신을 보호하기 위한 프랑스제 소총을 가지고 있었으며 그것으로 토끼를 사냥했고, 이를 통해 사냥 및 사격 지식을 얻었다.

## 군 경력
1970년대 욤키푸르 전쟁 몇 달 전, 그는 소련으로 가서 훈련 과정에 참가하도록 지명되어 2위를 차지했다. 그가 처음으로 참전한 전쟁은 1973년 욤키푸르 전쟁이었고, 그는 5산악 여단과 함께 골란고원에 주둔했다. 그가 두 번째로 참전한 전쟁은 1974년 제2차 쿠르드-이라크 전쟁이었다. 2013년 말 이라크 전쟁이 발발하고 ISIL의 북부 이라크 공세가 시작된 후, 그는 인민동원군 내 사드르 여단에 합류하여 이라크의 여러 주를 해방시킨 여러 전투에 참전했다. 그러나 그는 사드르 여단에 잘 적응하지 못했고, 그 후 알리 알 악바르 여단에 합류하면서 그의 기술이 드러나기 시작했다. 그는 384명의 사살을 확인받았다.

## 사망
인민동원군 대변인에 따르면, 알살리히는 하위자에 대한 대-IS 공세 중 적 저격수로 추정되는 인물에게 얼굴에 총을 맞아 전사했다. 그의 장례식은 2017년 9월 30일에 거행되었다.

## 유산
2023년, 이라크 나시리야 시에 아부 타흐신의 동상이 세워졌다.

## 같이 보기
- 아부 아즈라엘
- 하리트 알수다니
- 살람 자셈 후세인